# Beethovenovo muzeum (Vídeň)
Beethovenovo muzeum ve Vídni (německy Beethoven Museum) dříve nazývané jako „Dům Heiligenstadtské závěti“ se nachází v Probusgasse 6 ve vídeňském městském okrese Döbling na katastrálním území Heiligenstadtu: někdejšího samostatného lázeňského města daleko před hradbami Vídně. Ludwig van Beethoven zde strávil léto 1802. Vznikly tu klavírní sonáta č. 17 d moll a první skici k pozdější 3. symfonii Eroica. Kromě toho napsal Beethoven na tomto místě dopis, který vešel do dějin jako Heiligenstadtská závěť a který lze považovat za druh „duchovní zpovědi“ vzhledem k jeho postupnému ohluchnutí. Neobyčejný umělec Beethoven a jeho hudba jsou náplní trvalé expozice tohoto muzea zřízené v roce 2017.

## Historie

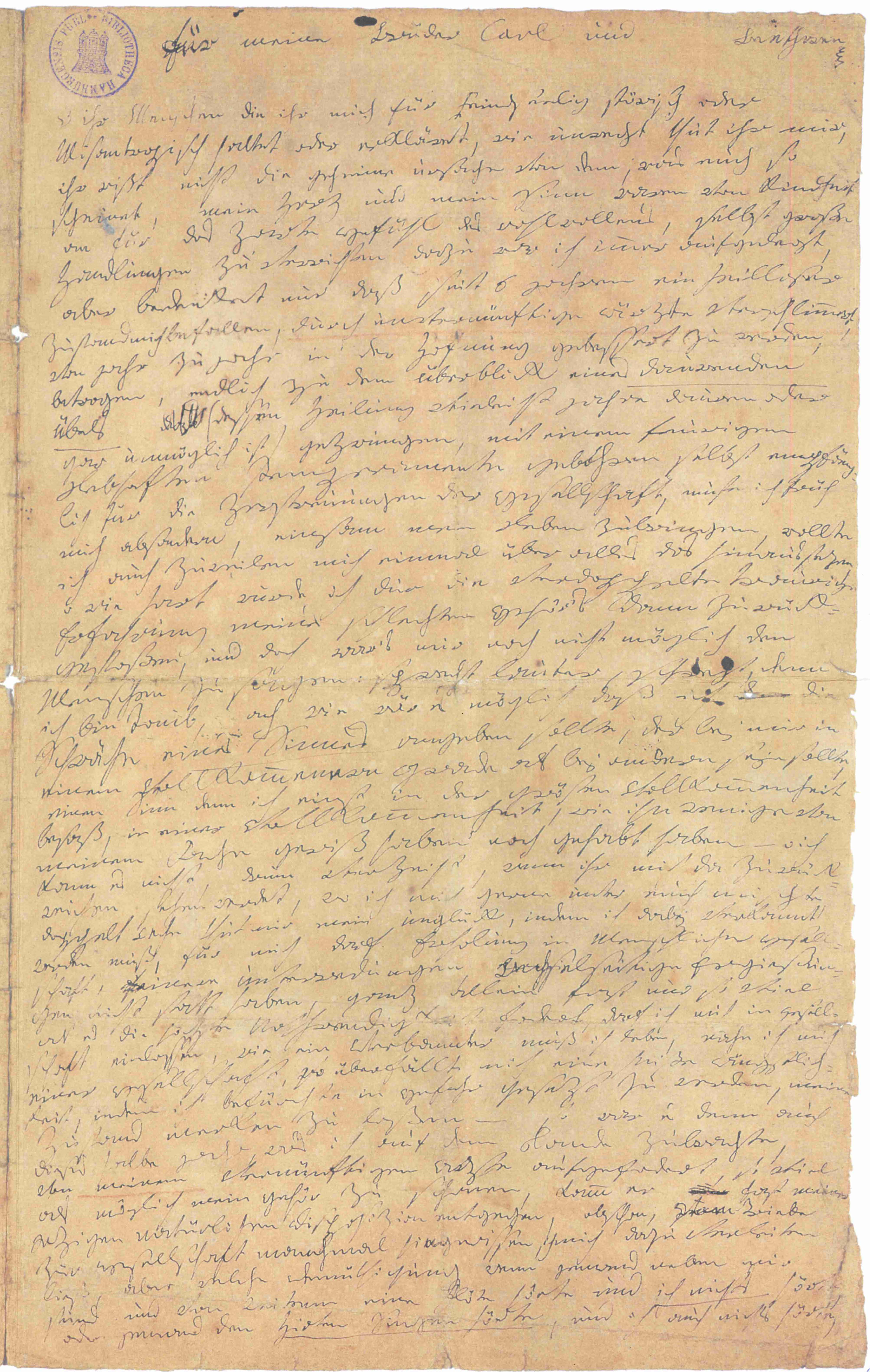
Heiligenstadtská závěť

| „ | … jen málo scházelo, a byl bych sám učinil konec svému životu. – Jedině umění to bylo, jež mne zadržovalo. | “ |

Dějiny domu v Probusgasse 6 – dříve Herrengasse – začínají kolem poloviny 15. století. Po vícero přestavbách tam v roce 1732 vzniklo pekařství s pekárnou, prodejnou obrácenou do ulice a bytem pekaře nad ní. Písemným dokladem pobytu Ludwiga van Beethovena je tzv. Heiligenstadtská závěť z roku 1802. V tomto jeho bratrům Carlu a Johannovi nikdy neodeslaném dopise vyjádřil své zoufalství z postupné hluchoty. Ústní podání k Beethovenovu zdejšímu pobytu zapsal roku 1890 hudební vědec Josef Böck-Gnadenau – vztahuje se k zahradnímu bytu v pekařském domě přístupném ze dvora po dřevěných schodech. Podle současného stavu stavebního průzkumu tím mohl být míněn jedině pravý horní zahradní byt, v němž Beethoven s velkou jistotou strávil léto 1802.
Carl Czerny, Beethovenův žák a autor dodnes používaných klavírních škol ve svých vzpomínkách z roku 1842 napsal: „Když jednou v létě během svého pobytu v Heiligenstadtu u Vídně uviděl kolem svého okna cválat jezdce na koni, stálé cupitání mu vnuklo nápad na téma finále jeho Sonáty d moll.“ Klavírní sonátu č. 17 v d moll napsal Beethoven mezi léty 1801 a 1802, jeho žák ji označil za „dokonalou“.
Vídeňská Beethovenova společnost byla založena v roce 1954, nacházela se až do roku 1970 na náměstí Pfarrplatz 2, načež přesídlila do Probusgasse 6. V roce 1967 město Vídeň zakoupilo dům v Probusgasse 6 a zřídilo tam Beethovenovi věnované pamětní místo. Tato společnost od svého založení zkoumala dějiny a recepci Beethovenovy hudby a vytvořila zde výstavní prostory věnované skladatelově materiální pozůstalosti.
Namísto původní expozice pamětního místa Beethovenův byt v Heiligenstadtu, která zahrnovala dvě místnosti upomínající na Heiligenstadtskou závěť, byly v roce 2017 vytvořeny rozsáhlé výstavní prostory o rozloze 365 m2, jež představují život a působení skladatele z několika různých perspektiv. Začátek této trvalé výstavy je věnován přesídlení mladého hudebníka z Bonnu do Vídně s vyzdvižením významu role politiky a tehdejšího společenského útisku nebo důležitosti přírody v Beethovenově díle. Speciální pozornost je věnována mistrovým kompozičním strategiím především v souvislosti s jeho postupnou ztrátou sluchu. Tím je vytvořen kontext pro porozumění obsahu Heiligenstadtské závěti, což je vzhledem k další Beethovenově životní cestě nenahraditelný historický pramen. Beethovenovo muzeum je jedinou vídeňskou institucí, která komplexně představuje život a dílo tohoto hudebního skladatele.

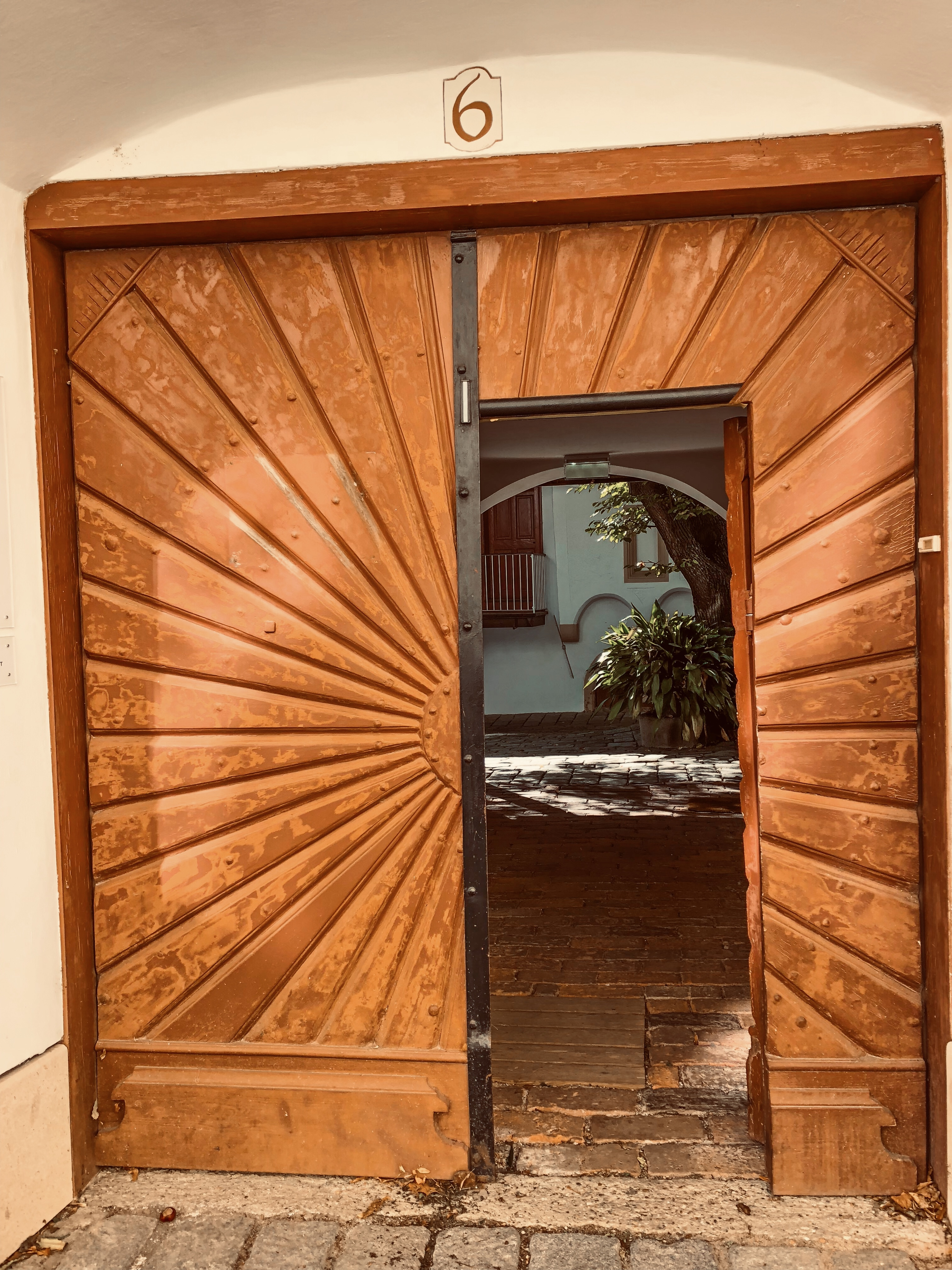
Vchod
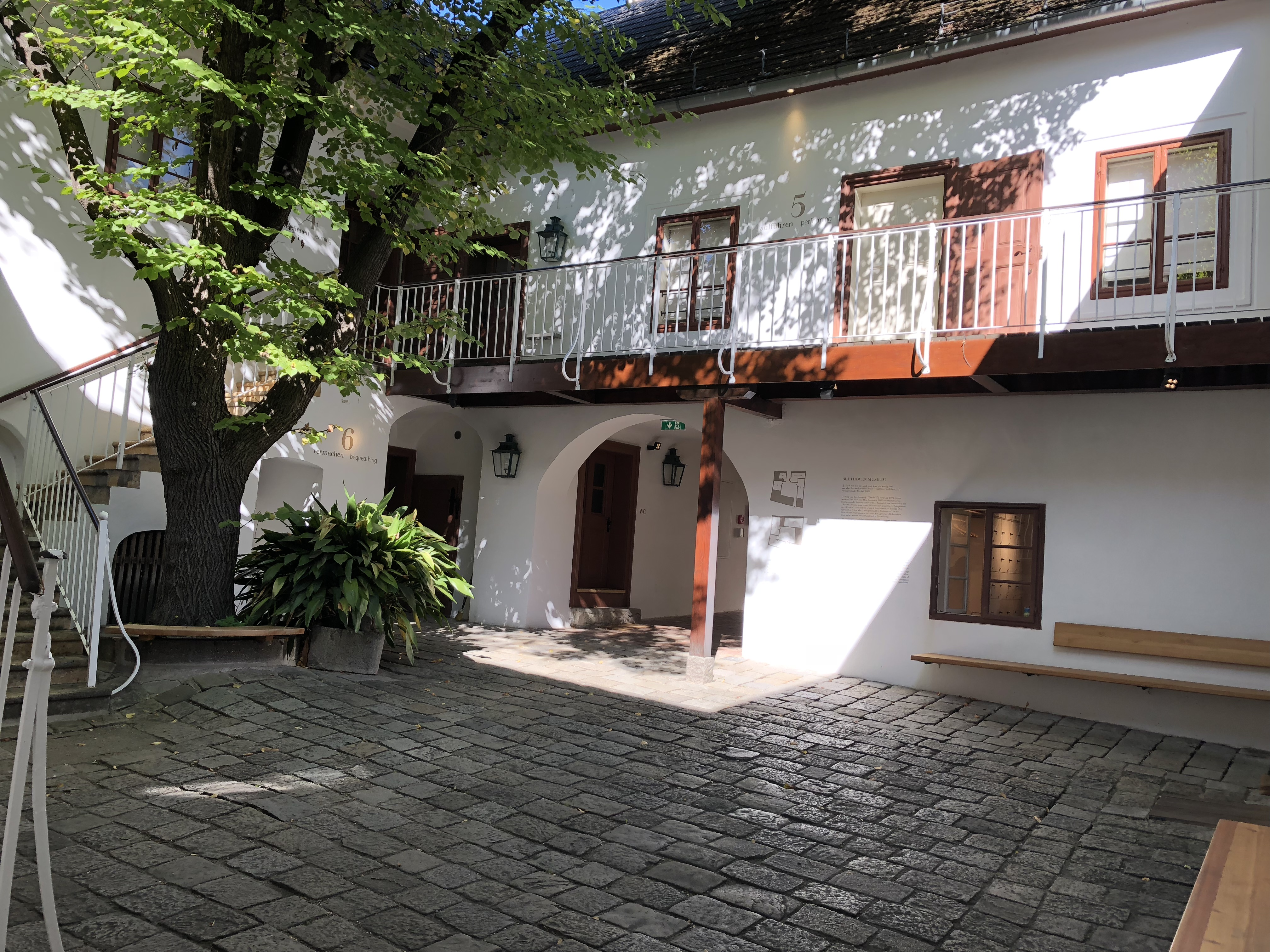
Dvůr s byty č. 5 a 6
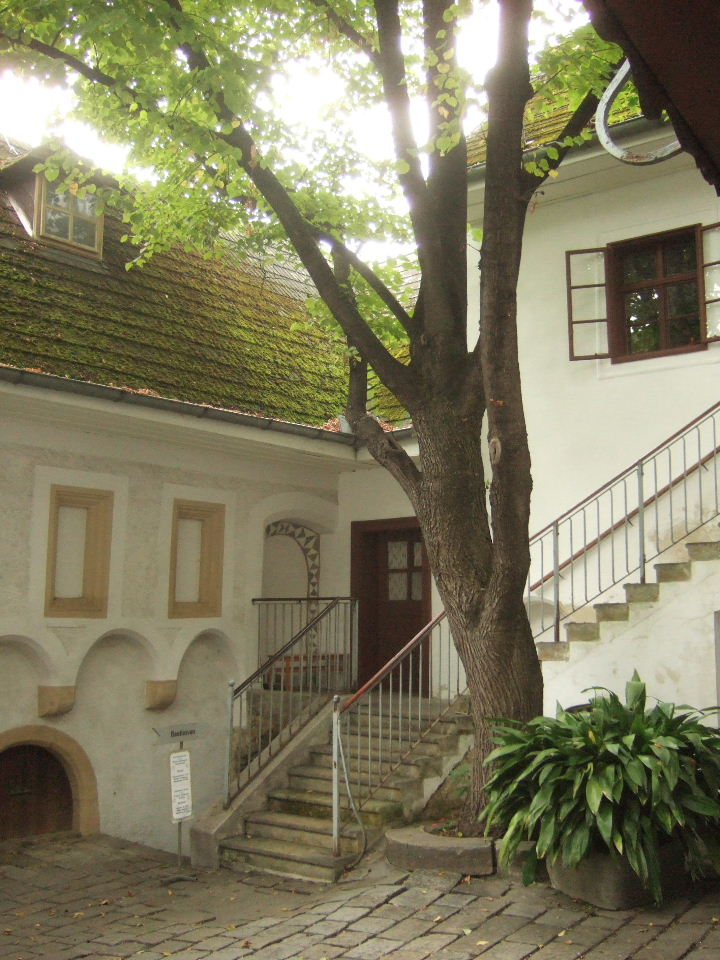
Pohled na vstup do bytu č. 3, v němž bydlel Beethoven
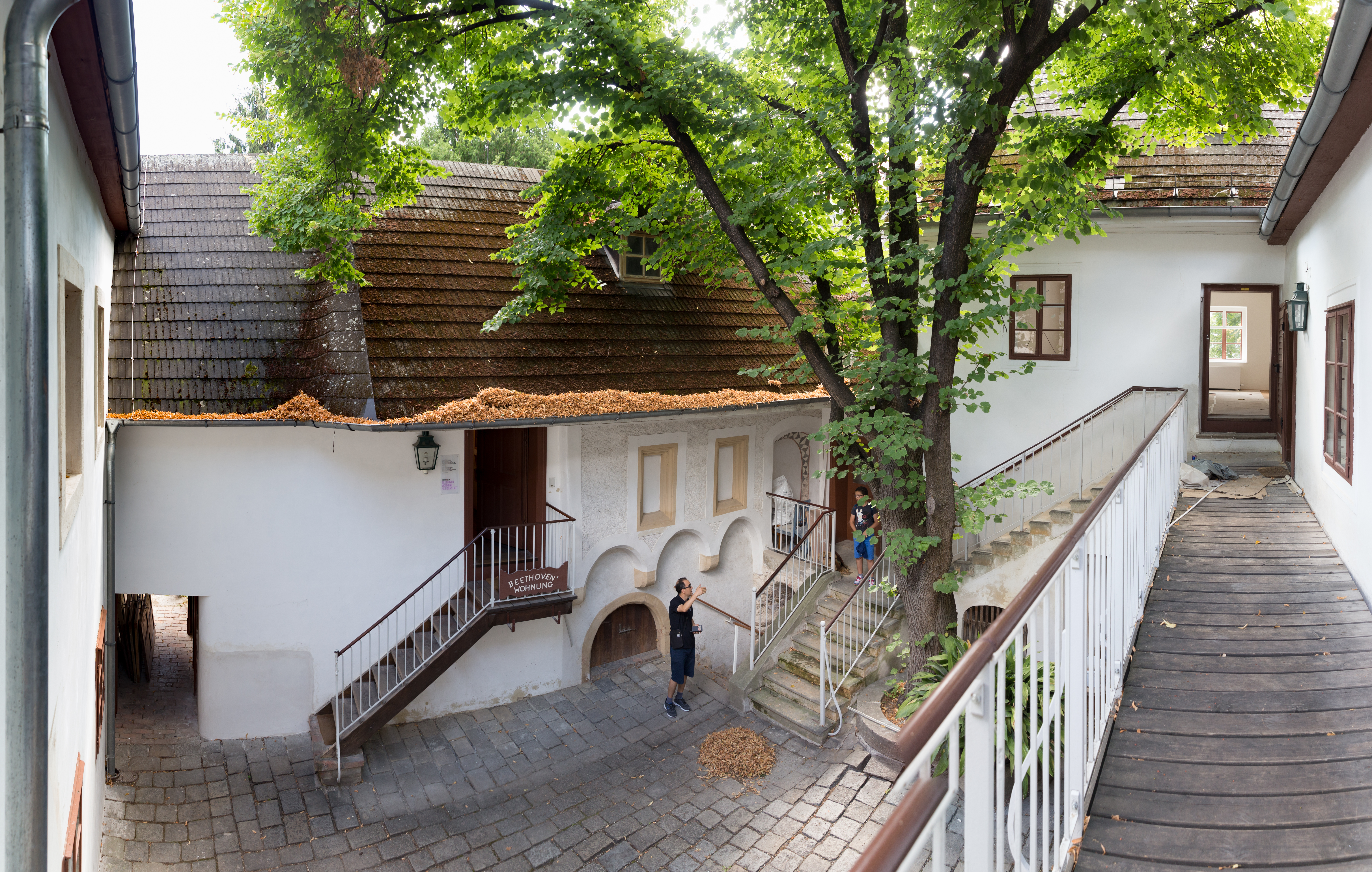
Pohled na byt č. 3 a průchod na zahradu
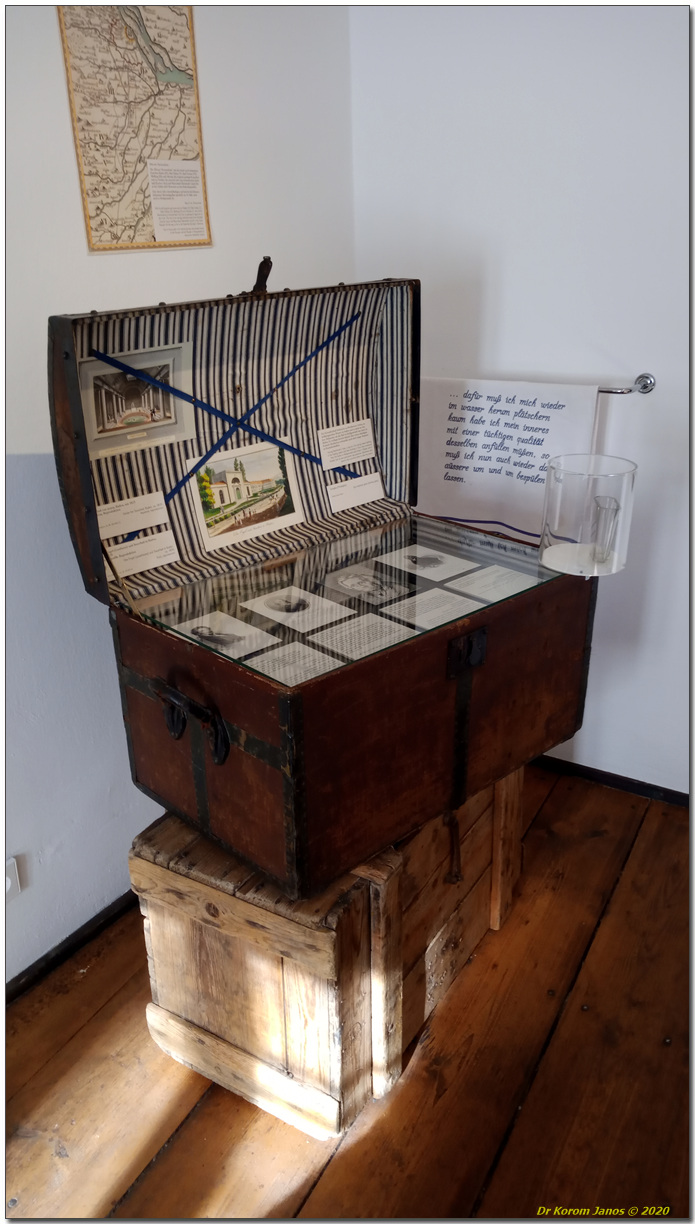
Dobová cestovní truhla
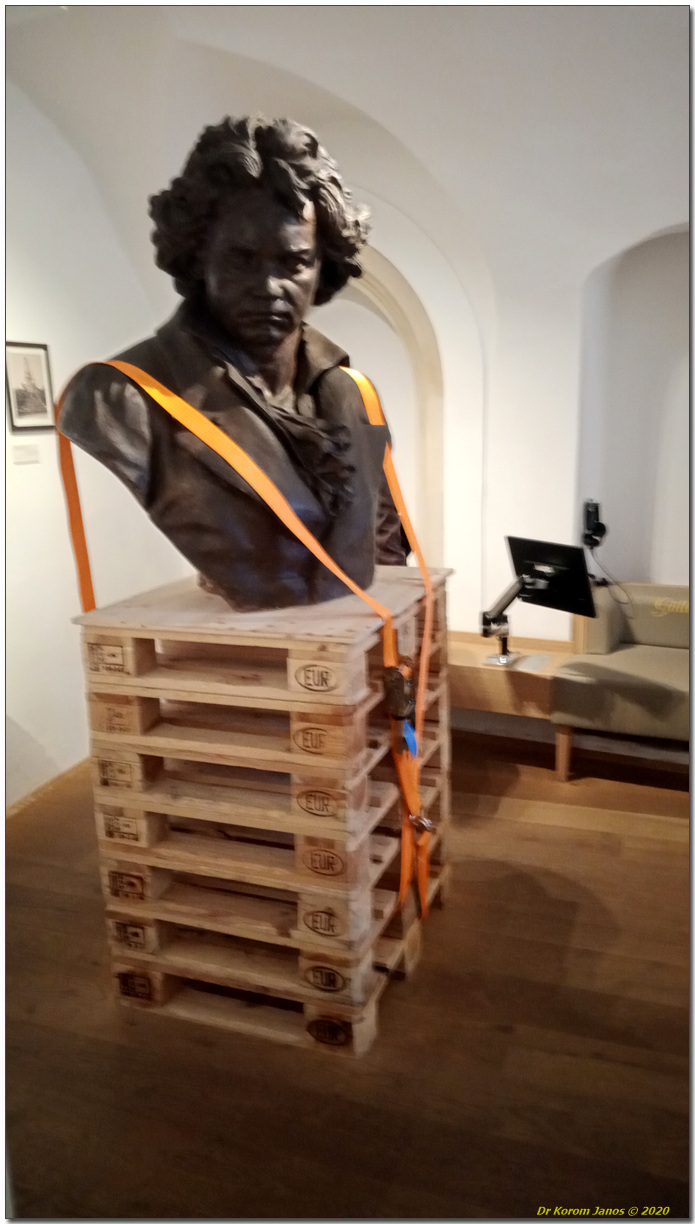
Pohled do expozice
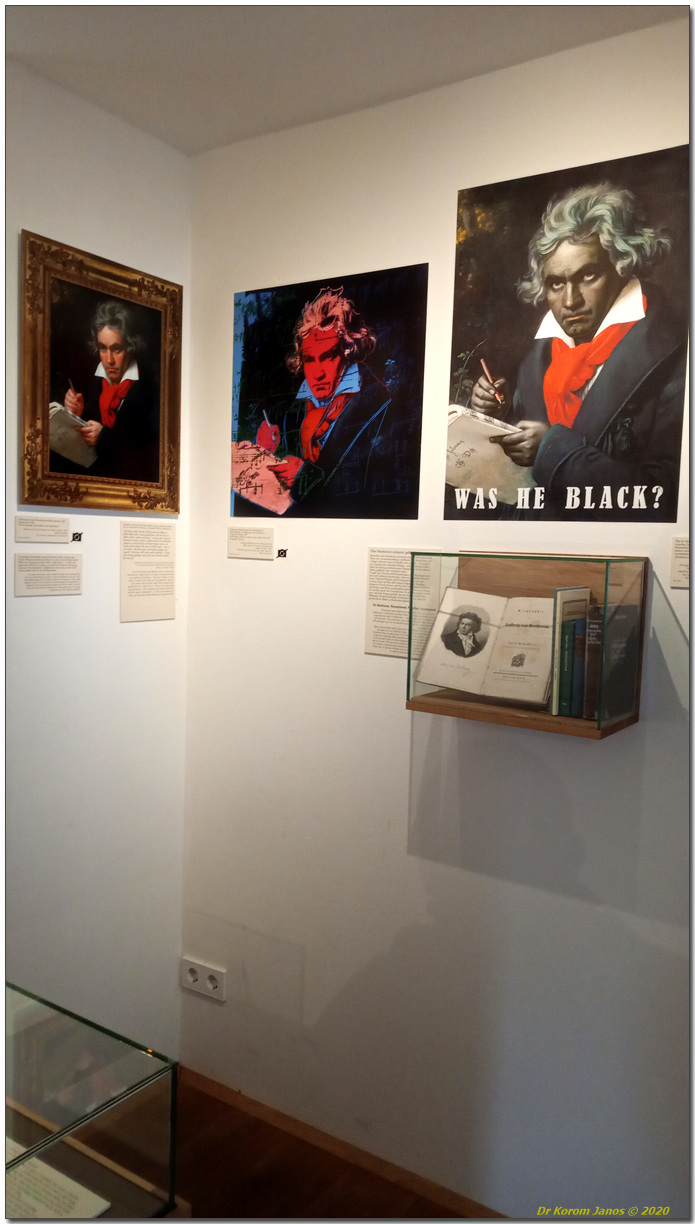
Expozice
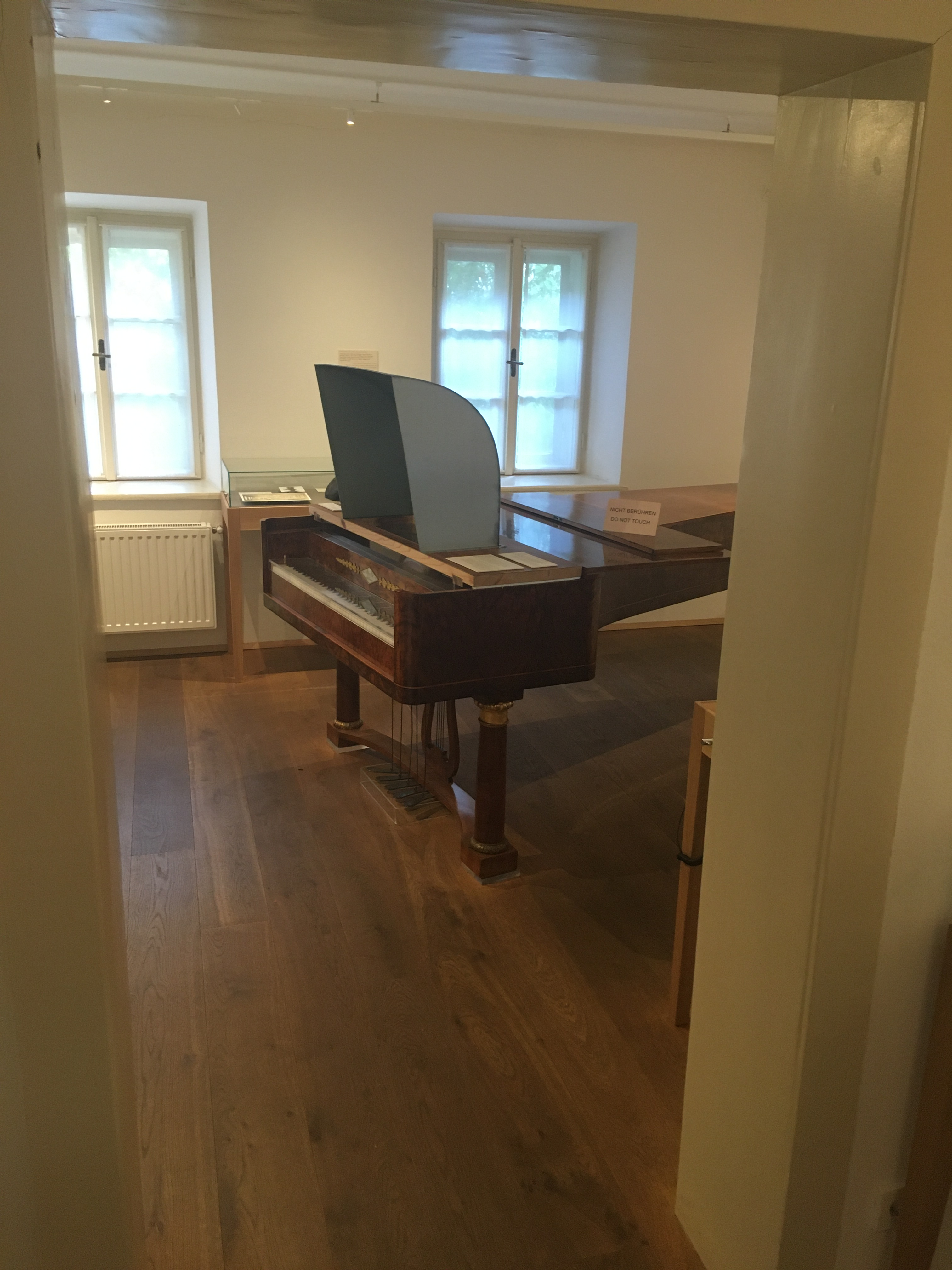
Beethovenův pokoj

## Publikace
- Ludwig van Beethoven : Leben, Schaffen, Umwelt ; 28. Sonderausstellg ; Sept.-Dez. 1970 ; [Katalog]. Redakce Heinz Schöny. Wien: Historisches Museum, 1970. 56 s. (německy)
- Die Beethoven-Gedenkstätten der Museen der Stadt Wien : Katalog. Redakce Heinz Schöny. Wien: Museen der Stadt Wien, [1976]. [26] s. (německy)
- Beethoven memorial places of the Museums of the City of Vienna : catalogue. Redakce Heinz Schöny. Vienna: Museums of the City of Vienna, 1977. 31 s. (anglicky)
- The Beethoven memorial sites administered by the Vienna Municipal Museums. Redakce Heinz Schöny. Vienna: Municipal Museums, 1983. 31 s. (anglicky)
- The Beethoven memorial sites administered by the Vienna Municipal Museums. Redakce Heinz Schöny. Vienna: Municipal Museums, 1986. 31 s. (anglicky)
- Die Beethoven-Gedenkstätten der Museen der Stadt Wien. Redakce Heinz Schöny. Wien: Museen der Stadt Wien, 1988. 31 s. (německy)
- Die Beethoven-Gedenkstätten der Museen der Stadt Wien. Redakce Heinz Schöny. Wien: Museen der Stadt Wien, 1992. 31 s. (německy)
- The Beethoven Memorial Sites administered by the Vienna Municipal Museums. Redakce Heinz Schöny. Wien: Vienna Municipal Museums, 1992. 31 s. (anglicky)
- Beethoven Museum. Redakce Lisa Noggler-Gürtler. [Wien]: Wien Museum, [2019]. 84 s. ISBN 978-3-9504059-4-1. (německy)